# تمديد كهربائي

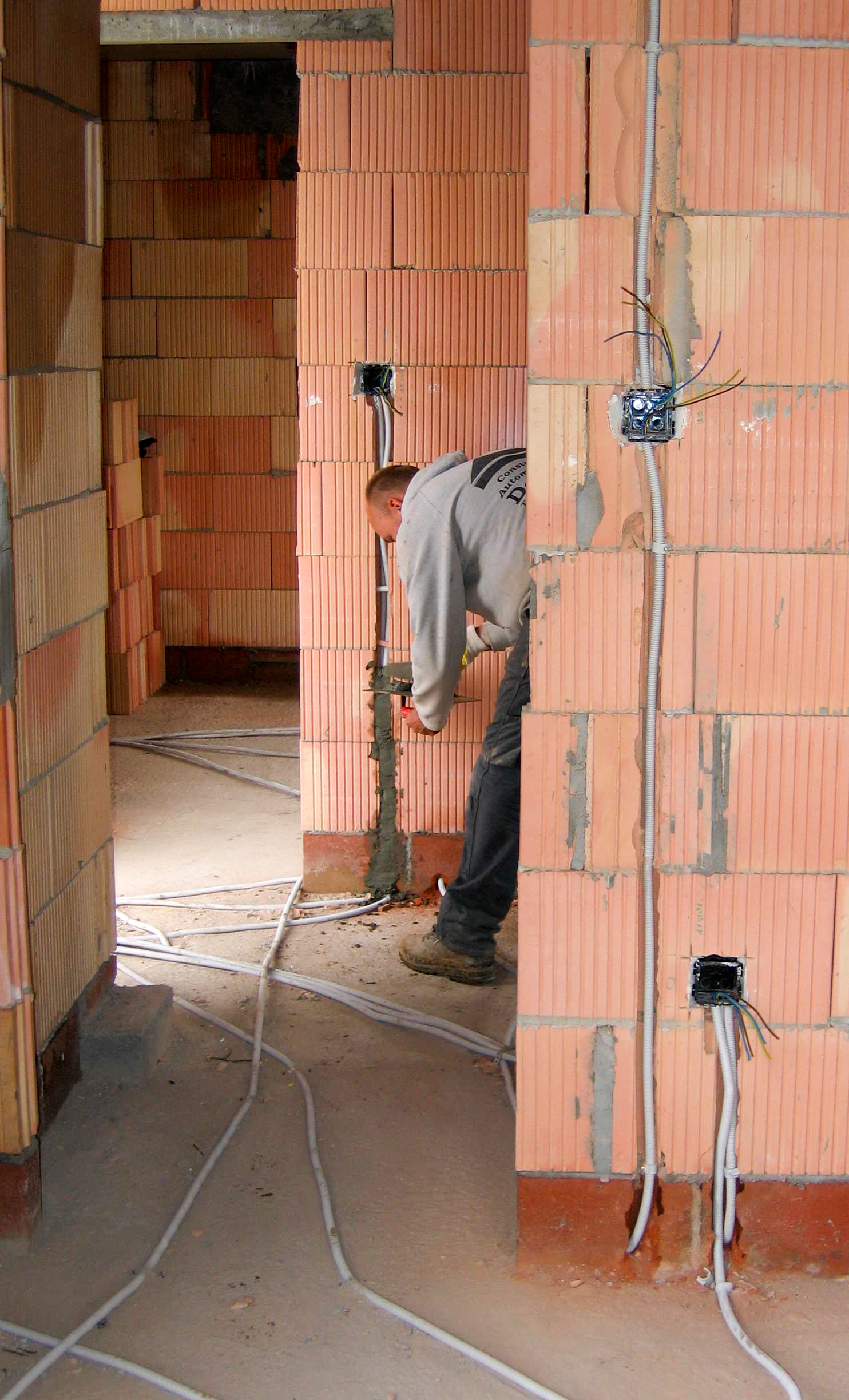
تمديد الأسلاك الكهربائية

أسلاك التمديد الكهربائي  هي أسلاك تستخدم لوصل المكونات الكهربائية ضمن حيز مكاني معين، فعلى سبيل المثال يتم ربط مكونات الإضاءة والقواطع الكهربائية ولوحات التوزيع في المنازل بعد الانتهاء من البناء وقبل إجراء التشطيبات النهائية لعمليات البناء من الدهان وما شابهه. تسمى العملية التمديد الكهربائي.
تخضع عمليات التمديد الكهربائي إلى معايير السلامة من حيث التصميم والتنفيذ؛ كما تخضع لضوابط ناظمة تختلف حسب معايير البلد، وذلك على اختلاف الجهد الكهربائي المطبق وشدة التيار الكهربائي.